# IC 2877
IC 2877 је патуљаста галаксија у сазвјежђу Лав која се налази на листи објеката дубоког неба у Индекс каталогу.
Деклинација објекта је + 12° 51' 13" а ректасцензија 11h 29m 37,5s. Привидна величина (магнитуда) објекта IC 2877 износи 15,4 а фотографска магнитуда 16,0. IC 2877 је још познат и под ознакама CGCG 67-92, PGC 35408.